# Kigumba
Kigumba – miasto w Ugandzie, w dystrykcie Kiryandongo.